# Keren, Eritrea
Keren là một thành phố của Eritrea. Thành phố thuộc vùng Anseba, thành phố có dân số năm 2005 ước khoảng 86.483 người, là thành phố lớn thứ nhì quốc gia này, sau thủ đô quốc gia.
Thành phố có cự ly khoảng 91 km về phía tây bắc của Asmara. Đây là thủ phủ của khu vực Anseba và các nhóm dân tộc Bilen.
Keren phát triển xung quanh tuyến đường sắt Eritrean Asmara, hiện nay đã tháo dỡ vì chiến tranh (mặc dù có những kế hoạch để xây dựng lại nó). Nó là một trung tâm thương mại quan trọng và là nơi diễn ra các trận đánh thường xuyên trong cả hai cuộc chiến tranh Thế giới II và chiến tranh độc lập Eritrea. Keren là địa điểm của một trận chiến quan trọng giữa quân đội Ý và Anh vào tháng 2 - tháng 3 năm 1941.
Những cư dân thành phố thuộc các dân tộc khác nhau chủ yếu là dân tộc nói tiếng Á-Phi, nhưng người Bilen và Tigre chiếm ưu thế.
Khí hậu của khu vực là bán sa mạc nóng trong mùa hè và lạnh vào mùa đông. Đây là một trong những thành phố phát triển nhanh nhất trong cả nước.